# Перо Поповић Ага
Петар Перо Поповић Ага (Ужице, 28. јануар 1905 — Загреб, 14. август 1930) био је обућарски радник, омладински комунистички револуционар и један од седморице секретара СКОЈ-а.

## Биографија
Рођен је 28. јануара 1905. године у Ужицу. Године 1915, за време Првог светског рата, његов отац Раде дошао је кући са фронта на одсуство, али као се раније разболео од трбушног тифуса убрзо је умро. Месец дана потом, такође од тифуса, умрла је и његова мајка Павлија. Након што је остао без родитеља, бригу о њему и његово петоро браће и сестара — Милици, Даници, Данилу, Јели и Јеврему, преузело је сиротиште. До краја Првог светског рата налазио се у дому у Ужицу, који је основао Црвени крст. Након ослобођења један калуђер је групу деце из сиротишта повео у Београд, где је извршена подела — они који су завршили основну школу упућени су у разна места по Војводини, на учење заната, а остали су послати по домовима и манастирима.
Перо је тада био упућен у Сремску Митровицу, код једног трговца, али је убрзо потом послат у манастир Бешеново на Фрушкој гори. Из Бешенова је пребачен у манастир Хопово, а одатле у Нови Сад у задужбину Марије и Јована Трандафила остављену српској ратној сирочади. Године проведене по разним домовима биле су изузетно тешке, посебно оне у Ужицу, за време рата. Тада је почео да помаже у послу домском обућару Чеху, бившем аустроугарском подофициру, а касније у Новом Саду је почео са редовним изучавањем обућарског заната, који је завршио крајем 1921. године. Након изученог заната, извесно време је радио у Новом Саду, а у пролеће 1922. прешао је у Београд.
На самом почетку живота, Перо је као штићеник дома ратне сирочади осетио горчину живота, што је у њему родило одређени бунт према онима који су газдовали. Још као шегрт, а потом и као радник, повезао се са новосадским шегртима и радницима, преко којих је добио прва сазнања о Октобарској револуцији и комунизму. Доласком у Београд, дошао је у додир са младим београдским комунистима са којима је заједно учествовао у припреми прослави радничког празника Првог маја. Седамнаестогодишњи Перо, кога су другови прозвали Ера, видно се истицао међу младим радницима, због чега је убрзо био примљен у чланство тада илегалног Савеза комунистичке омладине Југославије (СКОЈ). Заједно са другим истакнутим младим радницима припадао је такозваној „ударној групи” омладинаца која је учествовала на свим зборовима, протестима и демонстрацијама. Био је прочелник скојевске ћелије на Хаџипоповцу.
Од 1923. године члан је Централног комитета СКОЈ-а, а од 1924. организациони секретар ЦК СКОЈ-а. Радио је у изванредно тешким илегалним условима. Путовао је по Југославији и организовао омладину. У Сплиту су га покушали ухапсити, али је успео да побегне.

### Погибија
Након доласка у Загреб, Перо се повезао са Јосипом Колумбом, политичким секретаром Централног комитета СКОЈ-а. Полицијски агенти, по налогу шефа загребачке полиције Јанка Бедековића, помно су трагали за комунистичким функционерима Станком и Агом. Много пута су на разним местима у граду и његовој периферији постављане заседе, али су Колумбо и Поповић успевали да их избегну. Уз помоћ једног ухапшеног партијског активисте, који је услед полицијске тортуре пристао на сарадњу, група полицијских агената, међу којима су били Јосип Штефек, Јанко Гуљак и Божичевић, поставила је 14. августа 1930. заседу на Гољаку, у близини шуме Зеленгај. Пошто агенти нису знали како Станко и Ага изгледају чекали су  да их ухапшеник препозна. На његов знак, агенти су неометано пришли Колумбу и Поповићу, али приликом покушаја да их савладају и ухапсе, ови су пружили отпор. Колумбо је први извадио револвер из џепа, бацио се у страну и запуцао, а потом се дао у бег ка Зеленгају. Агенти су кренули за њим пуцајући. Након што је задобио неколико рана, Колумбо је да не би пао жив у руке полиције извршио самоубиство.
Истовремено, Перо Поповић је агентима пружио отпор из два револвера која је имао код себе. Иако тешко рањен у стомак, кренуо је ка кући сестре Аугуста Цесарца, са надом да ће тамо пронаћи спас. Потказан од присутних грађана, упутио се потом ка центру града, али је ту наишао на жандарме. У сукобу са њима, разменио је неколико хитаца, а потом пуцао себи у слепоочницу, како не би пао жив у руке полиције. Пошто је још увек давао знаке живота, пренет у Болницу милосрдних сестара у Виноградској улици, где је преминуо истог дана око 16 часова.
О погибији Јосипа Колумба Станка и Пере Поповића Аге писала је београдска Политика у броју од 16. августа:
| „ | Управа полиције у Загребу одредила је 14 овог месеца, пре подне, заседу на Гољаку у циљу хватања неколицине комунистичких агитатора, који су се ту прикривали. Око 11 часова пре подне наишао је на заседу полицијских органа један од тих агитатора, познат под илегалним именом „Станко”, а у кратком одстојању и његов друг, такође и његов друг, такође познат органима полиције под именом „Ага”. У моменту када су полицијски органи приступили „Станку” у намери да га ухапсе, оба су почели пуцати на полицијске органе, који су одговорили ватром. Овом приликом „Станко” је погинуо, а „Ага” је тешко рањен. | ” |

## Наслеђе
Након Другог светског рата, Перо Поповић Ага је као истакнути омладински комунистички револуционар и борац за радничка права, слављен и поистовећиван са народним херојима из Народноослободилачког рата. Његово име носиле су улице и тргови, основне школе и друге установе. Маја 1950. године његови посмртни остаци су заједно са посмртним остацима, остале шесторице секретара СКОЈ-а, сахрањени у Гробници народних хероја на гробљу Мирогој у Загребу.
Основна школа на Дорћолу у Београду, основана 1959. понела је његово име и носила га све до 1994. када је преименова по Михајлу Петровићу Аласу. У загребачком парку Зеленгај, на месту где је погинуо заједно са Јосипом Колумбом, до 1991. стајала је спомен-плоча у знак сећања на овај догађај, а данас се налази само камен на коме се раније налазила плоча.
Његов рођени брат Јеврем Поповић (1914—1997) био је генерал-потпуковник ЈНА и народни херој.

## Фотогалерија
- Спомен-бисте седморице секретара СКОЈ-а у дворишту бивше ОШ „Седам секретара СКОЈ-а“ у Новом Београду
- Биста Пере Поповића Аге
- Место у парку Зеленгај где су 1930. погинули Перо Поповић и Јосип Колумбо
- Гробница народних хероја на гробљу Мирогој у Загребу